# Diclonius
Diclonius („dvojitý výhonek“) je pochybný rod hadrosauridního dinosaura, který žil koncem období křídy, asi před 75 miliony let, na území dnešní Montany ve Spojených státech amerických.

## Historie a popis
Zkameněliny tohoto dinosaura v podobě jediného zubu (katalogové označení AMNH 3972) formálně popsal paleontolog Edward Drinker Cope v roce 1876. Název je odvozen ze skutečnosti, že zuby hadrosauridů byly postupně nahrazovány novými a mohly sloužit svému účelu společně - proto rodové jméno "dvojitý výhonek". Fosilie byla objevena v sedimentech souvrství Judith River a patřila neznámému hadrosauridnímu dinosaurovi. V současnosti se proto jedná o nomen dubium (pochybné vědecké jméno). Cope později stanovil i další druhy D. calamarius a D. perangulatus, ty ale nebyly formálně popsány a nejsou vědecky platnými taxony.